# モントリオール市庁舎
モントリオール市庁舎 （フランス語: Hôtel de Ville de Montréal）は、カナダのケベック州最大の都市モントリオールにある5階建ての建物である。建築家アンリ・モーリス・ペローとアレクサンダー・カウパー・ハッチソンによって第二帝政期建築の様式で1872年から1878年までの期間に建築された。カナダにおける第二帝政期建築を代表する建物であり、市政のためにカナダで最初に建設された市庁舎であった。1984年にカナダ国定史跡に指定された。

## 歴史

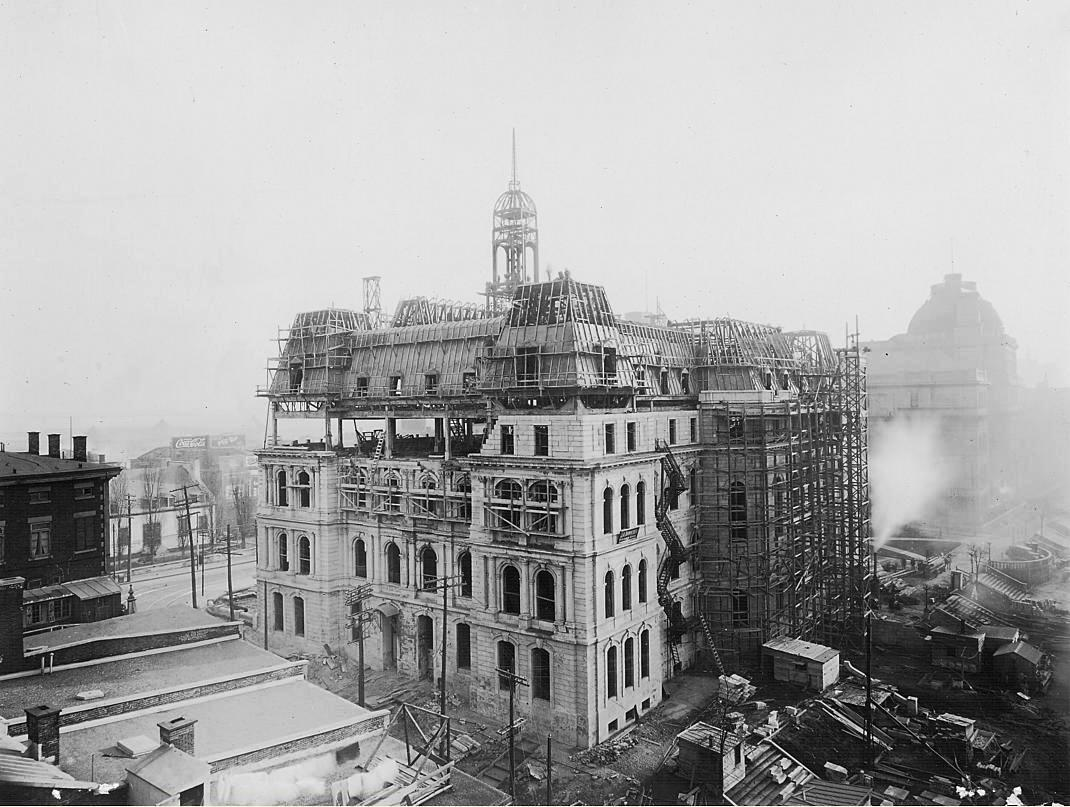
再建されたモントリオール市庁舎（1923年11月15日）

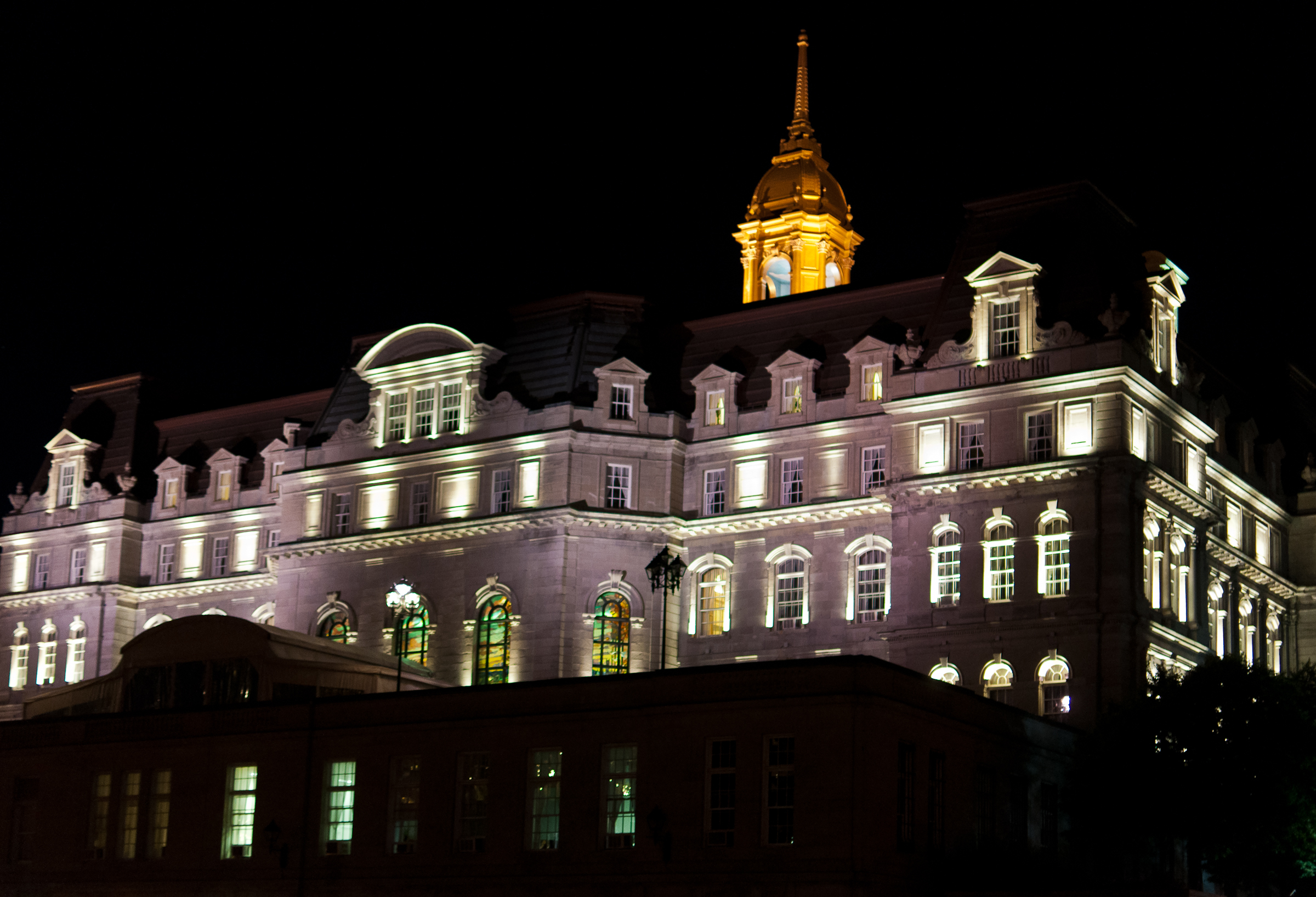
夜のモントリオール市庁舎

市庁舎の建造は1872年から始まり、1878年に完成した。1922年3月に発生した火災により、建物は外壁のみを残して全焼し、市の多くの歴史的な記録が消失した。この火災をきっかけに再建された建物はフランスの都市の市庁舎がモデルとなった。
1967年にこの建物のバルコニーからフランス大統領シャルル・ド・ゴールが「自由ケベック万歳!」演説を行ったことでも知られる。